# Płonka (województwo dolnośląskie)
Płonka – osada w Polsce położona w województwie dolnośląskim, w powiecie milickim, w gminie Milicz. Osada wchodzi w skład sołectwa Wróbliniec.
W latach 1975–1998 miejscowość należała administracyjnie do województwa wrocławskiego.